# دره تونم‌نمی
دره تونم‌نمی، روستایی از توابع بخش مرکزی شهرستان رامهرمز در استان خوزستان ایران است.

## جمعیت
این روستا در دهستان ابوالفارس قرار دارد و براساس سرشماری مرکز آمار ایران در سال ۱۳۸۵، جمعیت آن ۱٬۴۱۶ نفر (۳۱۱خانوار) بوده‌است.